# Gran Dignitari dell'Impero francese
Il titolo V della Costituzione del 18 maggio 1804 creò sei Grandi dignità dell'Impero:
- Arcicancelliere dell'Impero;
- Arcicancelliere di Stato;
- Arcitesoriere;
- Grand'Elettore;
- Connestabile;
- Grand'Ammiraglio.

Nel 1807 vennero create tre nuove dignità (Vice-Grand'Elettore, Vice-Conestabile e Vice Grand'Ammiraglio). Nel 1809 vennero creati il Governatore generale dei Dipartimenti al di là delle Alpi, il Governatore generale dei dipartimenti d'Olanda e la Gran Duchessa di Toscana. Nel 1810, infine, vide la luce il titolo di Governatore generale dei dipartimenti di Roma e del Trasimeno.
Nominati a vita dall’Imperatore, inamovibili, i grandi dignitari dell’Impero godevano degli stessi onori dei principi francesi e prendevano posto immediatamente dopo di loro. Di diritto, essi erano senatori e consiglieri di Stato e godevano di una pensione equivalente a quella dei principi. Essi formavano inoltre il gran consiglio dell’Imperatore e sono membri del consiglio privato. Un decreto imperiale del 31 marzo 1806 recante la delibera della famiglia imperiale, stabilisce che, oltre all’Arcicancelliere dell’Impero che ne è membro di diritto, il più anziano dei grandi dignitari è membro del consiglio di famiglia. L’articolo 31 disponeva che se un grande dignitario fosse venuto meno ai suoi doveri, l’Imperatore avrebbe potuto infliggergli l'arresto, l’allontanamento o l’esilio per un periodo non superiore ad un anno.
Tali dignità erano essenzialmente titoli onorifici, anche se alcune funzioni erano loro assegnate dalla Costituzione.
Numerosi gran dignitari erano membri della famiglia imperiale francese: Giuseppe e Luigi, fratelli dell'Imperatore, Murat e Borghese, cognati dell'Imperatore (avevano sposato rispettivamente Carolina e Paolina, sorelle di Napoleone), il suo figlio adottivo, il principe Eugenio (figlio del primo matrimonio di Joséphine con Alexandre de Beauharnais), suo zio il cardinale Fesch.

## Funzioni

### L'Arcicancelliere dell'Impero
Responsabile del sigillo imperiale, l’Arcicancelliere dell’Impero era incaricato di controfirmare, al momento della loro promulgazione da parte dell’Imperatore, i senati-consulti organici e le leggi. Firma inoltre il verbale redatto dal segretario di Stato. In assenza dell’Imperatore, è il capo dell’amministrazione e presiede il Senato, il Consiglio di Stato e il Tribunato.
Cancelliere del palazzo imperiale era incaricato dello stato civile della famiglia imperiale, presenziava all’incoronazione e al funerale dell’imperatore, nonché alla nascita dei principi francesi e alla celebrazione del loro matrimonio.
Presiedeva l’Alta Corte imperiale e partecipava alla riunione annuale in cui il ministro della Giustizia doveva riferiva all’Imperatore su eventuali abusi dell’amministrazione della giustizia.
Infine, l’Arcicancelliere dell’Impero presentava gli altri dignitari dell’Impero, i ministri, i grandi ufficiali civili della Corona e il primo presidente della Corte di cassazione al giuramento che erano tenuti a prestare nelle mani dell’Imperatore. Egli stesso riceveva invece il giuramento dei magistrati della Corte di cassazione e dei presidenti e procuratori generali delle corti d’appello e delle corti penali.

### L'Arcicancelliere di Stato
Custode del protocollo, l’Arcicancelliere di Stato controfirmava, al momento della loro promulgazione, i trattati di pace, di alleanza e le dichiarazioni di guerra. Partecipava poi alla riunione annuale in cui il ministro degli Esteri riferiva all’Imperatore sulla situazione politica dello Stato.
Egli presentava all’Imperatore le credenziali e la corrispondenza di etichetta con le varie corti straniere. Presentava inoltre gli ambasciatori francesi all’estero al giuramento che prestano nelle mani dell’imperatore e riceveva quello degli altri diplomatici francesi.

### L'Arcitesoriere
L’Arcitesoriere partecipava alla riunione annuale in cui il ministro delle Finanze e il ministro del Tesoro rendevano all’Imperatore i conti delle entrate e delle spese dello Stato ed esponevano le loro opinioni sui bisogni finanziari dell’Impero.
Riceveva ogni quadrimestre il conto dei lavori della contabilità nazionale e ogni anno il risultato generale e le prospettive di riforma nei vari settori della contabilità.
Riceveva infine il giuramento dei principali agenti della contabilità nazionale, dell’amministrazione delle finanze e dell’erario.

### Il Grand'Elettore
Il grande elettore assumeva le funzioni di cancelliere per la convocazione del Corpo legislativo, per la promulgazione dei senati-consulti che scioglievano il Corpo legislativo o i collegi elettorali.
In assenza dell'Imperatore, egli presiedeva il Senato quando quest'ultimo procedeva alle nomine dei senatori, dei legislatori e dei tribuni. Egli informava l’imperatore dei reclami presentati dai collegi elettorali o dalle assemblee dipartimentali per la conservazione delle loro prerogative.
Presentava inoltre le solenni deputazioni del Senato, del Consiglio di Stato, del Corpo legislativo, del Tribunato e dei collegi elettorali, quando queste erano ammesse all’udienza dell’Imperatore. Il grande elettore presentava poi i membri di queste quattro istituzioni al giuramento che prestavano nelle mani dell’Imperatore. Egli stesso riceveva il giuramento dei presidenti dei collegi elettorali e delle assemblee di dipartimento.

### Il Connestabile
Governatore delle scuole militari, il contestabile posava la prima pietra delle piazzeforti e partecipava alla riunione annuale in cui i ministri della Guerra e dell’Amministrazione della Guerra riferivano all’Imperatore le disposizioni da prendere per completare il sistema di difesa delle frontiere e la gestione di tali piazzeforti.
In assenza dell’Imperatore, consegnava le bandiere ai corpi dell’esercito e passava in rivista la Guardia imperiale.
Presentava i marescialli dell’Impero, i colonnelli ed ispettori generali, gli ufficiali generali ed i colonnelli di tutte le armi al giuramento che questi prestavano nelle mani dell’Imperatore; riceveva il giuramento dei maggiori, capi di battaglione e di squadrone di tutte le armi.

### Il Grand'Ammiraglio
Il grande ammiraglio presentava gli ammiragli, viceammiragli, contrammiragli e capitani di nave al giuramento che prestavano nelle mani dell’Imperatore; egli riceve il giuramento dei capitani di fregata.
Era presente inoltre alla riunione annuale in cui il ministro della Marina riferisce all’Imperatore sullo stato delle costruzioni navali, degli arsenali e degli approvvigionamenti.

## Lista dei titolari delle gran dignità dell'impero

### Nominati nel 1804
- S.A.S. Jean-Jacques-Régis de Cambacérès, Arcicancelliere dell'Impero
- S.A.I. Eugène de Beauharnais, Arcicancelliere di Stato
- S.A.S. Charles-François Lebrun, Arcitesoriere
- S.A.I. Giuseppe Bonaparte, Grand'Elettore
- S.A.I. Luigi Bonaparte, Connestabile
- S.A.I. Gioacchino Murat, Grand'Ammiraglio

### Nominati nel 1807
- S.A.S. il principe di Benevento, Charles-Maurice de Talleyrand-Périgord, Vice-Grand'Elettore
- S.A.S. Louis-Alexandre Berthier, Vice-Connestabile

### Nominati nel 1809
- S.A.I. il principe Borghese, Governatore Generale dei Dipartimenti al di là delle Alpi
- S.A.I. la principessa Elisa Bonaparte,

 (decreto del 2 e 3 marzo 1809 - 1º febbraio 1814).

### Nominati nel 1810
- S.A.S. Charles-François Lebrun, Governatore Generale dei Dipartimenti d'Olanda

Nel 1810, l'imperatore, scontento della politica interna di suo fratello Luigi, nei Paesi Bassi, il quale non rispettava i suoi ordini, decise di annettere l'Olanda all'Impero francese. Napoleone nominò dunque l'anziano console Lebrun alla testa di questa provincia.
Il titolo di Governatore generale dei dipartimenti di Roma e del Trasimeno venne creato ma la carica non fu mai assegnata.